# Frederico Waldemar Lange
Frederico Waldemar Lange (Ponta Grossa, 23 de dezembro de 1911 – Rio de Janeiro, 16 de junho de 1988) foi um geólogo, paleontólogo e pesquisador brasileiro. Lange trabalhou no Museu Paranaense entre os anos de 1941 e 1955 e foi um dos pioneiros da Micropaleontologia no Brasil. 

## Biografia
Oriundo de uma família de raízes teutônicas, formou-se em Ciências Contábeis e Econômicas pelo Instituto Superior de Comércio de Curitiba em 1932 e em História Natural pela Universidade Federal do Paraná no ano de 1941, iniciou sua carreira no Museu Paranaense como assistente da subseção de Paleontologia em 1941. Também trabalhou na Petrobrás como geólogo de superfície entre 1955 e 1972 e foi nomeado superintendente-geral adjunto do Departamento de Exploração (DEPEX) no Rio de Janeiro. Publicou, em janeiro de 1961, o artigo "Basin study approach to evaluation of Paraná miogeosyncline of South Brazll" na revista do "Bulletin of American Assoclation of Petroleum Geologists". 
Em sua vida profissional, escreveu importantes artigos e matérias em respeitadas revistas e periódicos especializados em sua área de atuação. Respeitado pela comunidade científica do Brasil, foi agraciado em 1976 com um troféu concedido pelo Núcleo da Sociedade Brasileira de Geologia do Rio de Janeiro e em 1982 foi premiado pela Sociedade Brasileira de Geologia, no Congresso Brasileiro de Geologia de Salvador, com a medalha de ouro José Bonifácio de Andrada e Silva e recebeu, em 1983, da Sociedade Brasileira de Paleontologia, uma placa de prata em homenagem às suas valorosas contribuições à pesquisa paleontológica.

## Obras publicadas (parcial)
1. Lange, F. W. (1954). Paleontologia do Paraná. IN: Paleontologia do Paraná, Curitiba. Comissão de Comemoração do Centenário do Paraná, dez., pg. 1-105.